# Stade Félix Bollaert
Stade Félix Bollaert er et fodboldstadion i Lens i Pas-de-Calais-regionen af Frankrig. Stadionet er hjemmebane for Ligue 1-klubben RC Lens, og blev indviet i 1932. Det har plads til 41.233 tilskuere, og kan dermed huse hele Lens' befolkning, der er på ca. 37.000. Alle pladserne er siddepladser.

## Historie
Stade Félix Bollaert blev indviet i 1932 og har siden lagt græs til adskillige store begivenheder. Ved EM i fodbold 1984 blev der spillet kampe her, og det samme var tilfældet ved VM i 1998. Ved sidstnævnte husede stadionet 6 kampe, blandt andet Danmarks første kamp i turneringen mod Saudi Arabien, som danskerne vandt 1-0 på en scoring af Marc Rieper.
Stadionet har desuden været benyttet ved VM i rugby i 2007.

## Eksterne links
- Stadionprofil